# Theodoros Papaloukas
Theodoros „Thodoris“ Papaloukas (griechisch Θεόδωρος "Θοδωρής" Παπαλουκάς, * 8. Mai 1977 in Athen) ist ein ehemaliger griechischer Basketballspieler.

## Karriere
Theodoros Papaloukas begann seine sportliche Laufbahn 1993 beim Athener Amateurverein Ethinkos Ellinoroson. Zwei Jahre später wechselte er zu Ampelokipi, bei dem er zum Stammspieler und Topscorer aufstieg und in die erste griechische Basketballliga aufstieg. Über das Erstligateam AO Dafni wechselte Papaloukas 1999 zum Spitzenklub Panionios Athen. Der dortige Trainer Slobodan Subotic erkannte das außergewöhnliche Talent von Papaloukas und baute ihn gezielt zum Spitzenspieler auf. In der Saison 2000/01 schaffte er den Sprung in die griechische Basketballnationalmannschaft. 2001 wurde Papaloukas in seinem Heimatland zum Spieler des Jahres gewählt. Sein Vertrag bei Panionios lief 2001 aus und Papaloukas wechselte zu Olympiakos Piräus, wo er einen Vier-Jahres-Vertrag unterzeichnete. Gleich in der ersten Saison holte er mit Olympiakos den Griechischen Pokal und unterlag im Finale um die Griechische Meisterschaft AEK Athen nur knapp. Im Sommer 2002 trennten sich die Wege von Papaloukas und Olympiakos vorzeitig. Im Sommer 2002 wechselte Papaloukas zum russischen Erstligisten ZSKA Moskau. Mit seiner Mannschaft wurde er von 2003 bis 2007 jeweils Russischer Meister und gewann zudem 2005, 2006 und 2007 den russischen Pokal. Mit Moskau schaffte es Papaloukas zudem mehrmals sich für das Final Four der EuroLeague zu qualifizieren, die er 2006 schließlich auch gewinnen konnte.
2008 wurde Papaloukas als einer der 50 bedeutendsten Akteure in der Geschichte der Europaliga ausgezeichnet.
Ende 2012 kehrte er noch einmal zu Moskau zurück und spielte dort bis zum Ende der Saison. Danach beendete er seine Karriere als professioneller Basketballspieler.

## Nationalmannschaft
Zwischen 2000 und 2008 war Papaloukas Stammspieler in der griechischen Nationalmannschaft. Mit dem Team nahm er 2001 an der Basketball-Europameisterschaft in der Türkei teil und erreichte den neunten Rang. Zwei Jahre später kam die Mannschaft bei der Europameisterschaft in Schweden auf Rang 5. Enttäuschend verlief 2004 vor eigenem Publikum das olympische Basketballturnier, bei dem Griechenland bereits im Viertelfinale ausschied und am Ende den fünften Platz belegte. Der größte Erfolg mit dem Nationalteam gelang Papaloukas 2005 bei der Europameisterschaft in Serbien und Montenegro, als das Team sich mit einem 78:62 gegen Deutschland den Titel holte. Bei der Basketball-Weltmeisterschaft 2006 erreichte Papaloukas mit Griechenland das Finale und gewann damit die Silbermedaille.

## Erfolge
- Russischer Meister: 2003, 2004, 2005, 2006, 2007, 2008, 2013
- Israelischer Meister: 2012
- Griechischer Pokalsieger: 2002, 2010, 2011
- Russischer Pokalsieger: 2005, 2006, 2007
- Israelischer Pokalsieger: 2012
- EuroLeague: 2006, 2008
- Adriatic League: 2012
- VTB United League: 2013
- Europameister: 2005
- Stanković Cup: 2006
- Vize-Weltmeister: 2006

## Auszeichnungen
- Spieler des Jahres (Griechenland): 2001
- Europameisterschaft All-Tournament-Team: 2005
- Europameisterschaft 1st Team: 2005
- Weltmeisterschaft All-Tournament-Team: 2006
- All Euroleague First Team: 2006
- All Euroleague Second Team: 2008, 2009
- MVP des Euroleague Final Four: 2006
- MVP der Euroleague Saison 2006–2007
- MVP der russischen Meisterschaft: 2007
- Bester ausländischer Spieler der Russischen Liga: 2005, 2006
- FIBA Europe Player of the Year: 2006[1]
- Teilnahmen am griechischen All Star Game: 2001, 2002, 2009, 2010
- Teilnahmen an Europameisterschaften: 2001, 2003, 2005, 2007
- Teilnahme an Weltmeisterschaften: 2006
- Teilnahme an Olympischen Spielen: 2004, 2008